# ヴァグネル・シウヴァ・ジ・ソウザ
ヴァグネル・ラヴ（Vágner Love）ことヴァグネル・シウヴァ・ジ・ソウザ（Vágner Silva de Souza, 1984年6月11日 - ）は、ブラジル・リオデジャネイロ出身の元同国代表のサッカー選手。スポルチ・レシフェ所属。ポジションはFW。
ブラジルポルトガル語での発音はヴァグネル・ロヴィとなる。バギネル・ラブ、バグネル・ラブと表記されることもある。

## クラブ歴

### パウメイラス
リオデジャネイロ出身であるが、サンパウロのSEパウメイラスでデビューした。
2003年にはブラジル全国選手権2部で19得点し、名門の1部復帰に貢献した。

### CSKAモスクワ
2004年夏、ロシアのPFC CSKAモスクワに移籍金620万ユーロで移籍をし、すぐさまエースストライカーとしてクラブのリーグ連覇と2004-05シーズンのUEFAカップ優勝に貢献。ブラジル人のロシア移籍の先駆け的な選手として、同国で最も有名なブラジル人となった。
2008年には20得点でリーグ得点王に輝いた。また、UEFAカップ 2008-09でも11得点を挙げ得点王となった。

### 母国復帰
ブラジルに残してきた家族の問題から母国でのプレーを直訴し、2009年8月28日に古巣パウメイラスへ1年間のレンタル移籍。12試合で5ゴールを記録した。翌2010年1月15日には本人の希望でCRフラメンゴへ半年間のレンタル移籍をした。
2012年1月25日、CRフラメンゴに推定1000万ユーロ（約10億円）の移籍金で加入。同月27日に移籍発表の会見を開き「タフな戦いだったが、われわれはうまく交渉して勝利できた」と話し、CSKA側の意向によって移籍を遮られてきた経緯もありその場で号泣した。

### CSKAモスクワ復帰
しかし、約1年が経過した2013年1月下旬にフラメンゴが移籍金の分割払いという当時の契約を反故にして半額以上の支払いを滞納したため 再びCSKAモスクワに戻ることとなり、3年半の契約を結んで復帰した。フラメンゴのクラブ代表者のエドゥアルド・バンデイラ・デ・メロは「移籍は選手を尊重して決定した」と語り、1月17日にラヴ本人は「もう (CSKAから) 去りたいとは頼まない」 と述べ、19日には「ホームに帰ってきた感じがする」と述べた。コパ・デル・ソルの試合後には自身のフェイスブックで「新たな人生のステージ」と語り、1月29日には「CSKAでキャリアを終えたい」と述べた。

### 山東魯能
2013年7月24日、中国サッカー・スーパーリーグの山東魯能泰山足球倶楽部への移籍が発表された。2015年2月5日、クラブとの契約満了を発表した。
2015年シーズンはSCコリンチャンス・パウリスタに移籍し再び母国復帰となった。

### モナコ
2016年1月13日、リーグ・アンのASモナコに移籍した。シーズン後半戦でリーグ戦12試合に出場し4得点を挙げた。

### トルコ時代
2016年8月30日、アランヤスポルに2年契約で移籍した。2016-17シーズンはリーグ戦20試合で23得点を挙げ、得点王に輝いた。
2018年1月26日、ジェンク・トスンを放出したベシクタシュJKに移籍した。
2019年1月25日、コリンチャンスに復帰した。公式戦62試合に出場し12得点を挙げたが、2020年6月5日にクラブとの双方合意に基づき契約を解除した。

### カイラト
2020年7月よりカザフスタンのFCカイラトに加入した。

## 代表歴
ブラジル代表として2004年、2007年のコパ・アメリカに出場した。

## 人物
- 元々はヴァグネルという登録名であったが、パウメイラス・ユース時代に合宿所に女性を連れ込んだところを監督に見つかったことで、現在の愛称となった。
- 所属していたCRフラメンゴの英雄ジーコを深く信奉している。

## 個人成績
| 年度    | クラブ         | リーグ         | リーグ戦 | リーグ戦 | カップ戦1 | カップ戦1 | その他2 | その他2 | 合計 | 合計 |
| 年度    | クラブ         | リーグ         | 出場     | 得点     | 出場      | 得点      | 出場    | 得点    | 出場 | 得点 |
| ------- | -------------- | -------------- | -------- | -------- | --------- | --------- | ------- | ------- | ---- | ---- |
| 2002    | パウメイラス   | セリエA        | 2        | 0        | 0         | 0         |         |         | 2    | 0    |
| 2003    | パウメイラス   | セリエB        | 29       | 19       | 0         | 0         |         |         | 29   | 19   |
| 2004    | パウメイラス   | セリエA        | 11       | 8        | 0         | 0         |         |         | 11   | 8    |
| 2004    | CSKAモスクワ   | プレミア       | 12       | 9        | 0         | 0         |         |         | 12   | 9    |
| 2005    | CSKAモスクワ   | プレミア       | 21       | 7        | 7         | 0         |         |         | 28   | 7    |
| 2006    | CSKAモスクワ   | プレミア       | 23       | 9        | 7         | 4         | 1       | 0       | 31   | 13   |
| 2007    | CSKAモスクワ   | プレミア       | 23       | 13       | 1         | 0         | 1       | 1       | 25   | 14   |
| 2008    | CSKAモスクワ   | プレミア       | 26       | 20       | 1         | 1         |         |         | 27   | 21   |
| 2009    | CSKAモスクワ   | プレミア       | 13       | 3        | 3         | 1         | 1       | 0       | 17   | 4    |
| 2009    | パウメイラス   | セリエA        | 12       | 5        | 0         | 0         |         |         | 12   | 5    |
| 2010    | フラメンゴ     | セリエA        | 5        | 4        | 143       | 153       |         |         | 19   | 19   |
| 2010    | CSKAモスクワ   | プレミア       | 15       | 9        | 1         | 0         |         |         | 16   | 9    |
| 2011-12 | CSKAモスクワ   | プレミア       | 25       | 9        | 5         | 1         | 1       | 0       | 31   | 10   |
| 2012    | フラメンゴ     | セリエA        | 36       | 13       | 104       | 94        |         |         | 46   | 22   |
| 2012-13 | CSKAモスクワ   | プレミア       | 9        | 5        | 3         | 1         |         |         | 12   | 6    |
| 2013-14 | CSKAモスクワ   | プレミア       | 2        | 1        | 0         | 0         | 1       | 0       | 3    | 1    |
| 2013    | 山東魯能       | スーパーリーグ | 10       | 6        |           |           |         |         | 10   | 6    |
| 2014    | 山東魯能       | スーパーリーグ | 21       | 13       | 7         | 4         |         |         | 28   | 17   |
| 2015    | コリンチャンス | セリエA        | 30       | 14       | 5         | 2         |         |         | 35   | 16   |
| 2015-16 | モナコ         | リーグ・アン   | 12       | 4        | 1         | 0         |         |         | 13   | 4    |
| 2015-16 | アランヤスポル | スュペル・リグ | 8        | 1        |           |           |         |         | 28   | 23   |
| 2016-17 | アランヤスポル | スュペル・リグ | 20       | 23       |           |           |         |         | 20   | 23   |
| 2017-18 | アランヤスポル | スュペル・リグ | 16       | 10       |           |           |         |         | 16   | 10   |
| 合計    | ブラジル       | セリエA        | 66       | 30       | 29        | 26        | 0       | 0       | 95   | 56   |
| 合計    | ブラジル       | セリエB        | 29       | 19       | 0         | 0         | 0       | 0       | 29   | 19   |
| 合計    | ロシア         | プレミア       | 169      | 85       | 27        | 8         | 5       | 1       | 201  | 94   |
| 合計    | 中国           | スーパーリーグ | 31       | 19       | 7         | 4         |         |         | 38   | 23   |
| 合計    | フランス       | リーグ・アン   | 12       | 4        | 1         | 0         |         |         | 13   | 4    |
| 合計    | トルコ         | スュペル・リグ | 44       | 34       |           |           |         |         | 44   | 34   |
| 合計    |                |                |          |          |           |           |         |         |      |      |

1 ロシア・カップ、リオデジャネイロ州選手権

2 ロシア・スーパーカップ

3 リオデジャネイロ州選手権（グアナバラ杯6得点、リオデジャネイロ杯9得点）

4 リオデジャネイロ州選手権（グアナバラ杯2得点、リオデジャネイロ杯7得点）

### 国際大会個人成績
（2014年4月23日時点）
| 地域   | 大会                              | クラブ       | 出場 | 得点 |
| ------ | --------------------------------- | ------------ | ---- | ---- |
| 欧州   | UEFAチャンピオンズリーグ          | CSKAモスクワ | 25   | 10   |
| 欧州   | UEFAヨーロッパリーグ / UEFAカップ | CSKAモスクワ | 32   | 20   |
| 欧州   | UEFAスーパーカップ                | CSKAモスクワ | 1    | 0    |
| 南米   | コパ・リベルタドーレス            | フラメンゴ   | 15   | 6    |
| アジア | AFCチャンピオンズリーグ           | 山東魯能     | 5    | 5    |
| 通算   | 通算                              | 通算         | 78   | 41   |

## タイトル

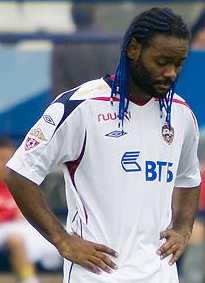
CSKAモスクワ時代のラヴ

### クラブ
パウメイラス
- カンピオナート・ブラジレイロ・セリエB：2003

CSKAモスクワ
- UEFAカップ：UEFAカップ 2004-05
- ロシア・プレミアリーグ：2005, 2006, 2012-13
- ロシア・カップ：2005, 2006, 2008, 2009, 2011, 2013
- ロシア・スーパーカップ：2006, 2007, 2009, 2013

山東魯能
- 中国FAカップ：2014

コリンチャンス
- カンピオナート・ブラジレイロ・セリエA：2015
- カンピオナート・パウリスタ : 2019

カイラト
- カザフスタン・プレミアリーグ : 2020

### 代表
ブラジル
- コパ・アメリカ：2004, 2007

### 個人
- カンピオナート・ブラジレイロ・セリエB 得点王：2003
- パンアメリカン競技大会 得点王：2003
- カンピオナート・パウリスタ 得点王：2004
- ロシアリーグ 得点王：2008
- ロシア年間最優秀サッカー選手賞：2008
- UEFAカップ 得点王：2008-2009
- スュペル・リグ 得点王：2016-17